# Велике Танаково
Велике Тана́ково (рос. Большое Танаково, марій. Танаксола) — присілок у складі Новотор'яльського району Марій Ел, Росія. Входить до складу Масканурського сільського поселення.

## Населення
Населення — 122 особи (2010; 141 у 2002).
Національний склад (станом на 2002 рік):
- марійці — 100 %